# Apoštolská nunciatura v Kanadě
Apoštolská nunciatura v Kanadě je oficiálním zastoupením Svatého stolce v Kanadě se sídlem v Ottawě. Již v roce 1899 byla vytvořena funkce apoštolského delegáta v Kanadě a Newfoundlandu. Poté, co se Newfoundland v roce 1949 stal desátou provincií Kanady, byla přejmenována na Apoštolskou delegaci v Kanadě. Nunciatura byla zřízena v roce 1969 papežem Pavlem VI. Současným nunciem ve Spojených státech je od roku 2021 Ivan Jurkovič.

## Seznam papežských reprezentantů v Kanadě

### Apoštolští delegáti v Kanadě a Newfoundlandu
- George Conroy (1877–1878)
- Rafael Merry del Val y Zulueta (1897–1899)
- Diomede Falconio, O.F.M. Ref. (1899–1902)
- Donato Sbarretti (1902–1910)
- Pellegrino Francesco Stagni, O.S.M. (1910–1918)
- Pietro di Maria (1918–1926)
- Andrea Cassulo (1927–1936)
- Ildebrando Antoniutti (1938–1953)

### Apoštolští delegáti v Kanadě
- Giovanni Panico (1953–1959)
- Sebastiano Baggio (1959–1964)
- Sergio Pignedoli (1964–1967)

### Apoštolští pro-nunciové v Kanadě
- Emanuele Clarizio (1967–1970)
- Guido Del Mestri (1970–1975)
- Angelo Palmas (1975–1990)
- Carlo Curis (1990–1994)

### Apoštolští nunciové v Kanadě
- Carlo Curis (1994–1999)
- Paolo Romeo (1999–2001)
- Luigi Ventura (2001–2009)
- Pedro Lopez Quintana (2009–2013)
- Luigi Bonazzi (2013–2020)
- Ivan Jurkovič (od 2021)